# Aglomerace Vítkovických železáren

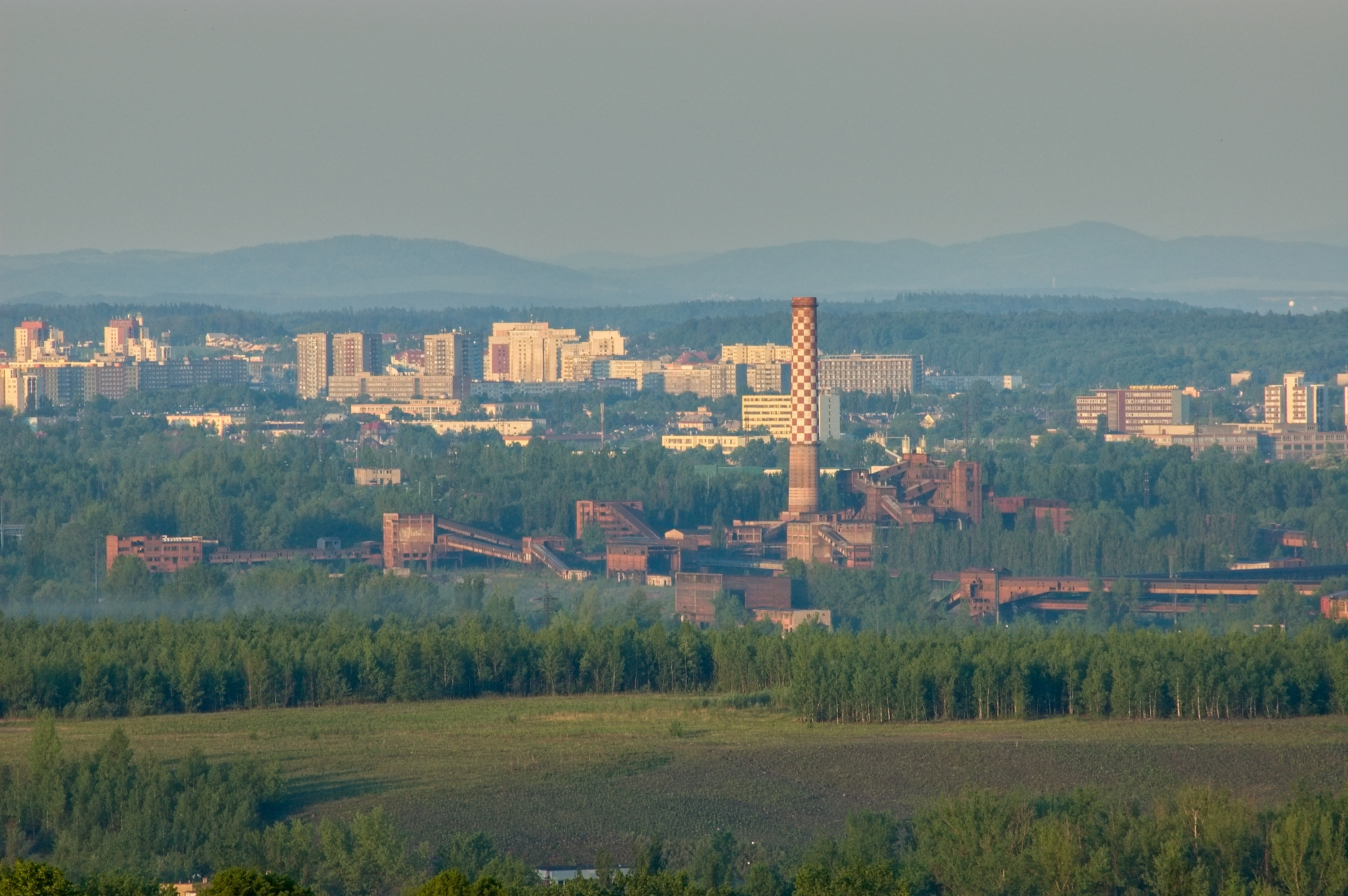
Aglomerace Vítkovických železáren v roce 2007

Aglomerace Vítkovických železáren byl provoz Vítkovických železáren, který upravoval prachovou železnou rudu na zrnitost, která umožňovala její zpracování v tamních vysokých pecích.

## Závod č.150
V roce 1961 začala pracovat Nová aglomerace v rámci Závodu 1 - Vysoké pece Vítkovických železáren. Stavba aglomerace byla vyvolána změnou dovážené rudy. Místo kvalitní kusovité švédské rudy byla dovážena ruda s velkým podílem prachu ze Sovětského svazu. Dlouhá doprava rudy z oblasti Krivoj Rog v zimě způsobovala zamrznutí rudy ve vagonech. Vagony se rozmrazovaly v halách při teplotách do 60 °C, kdy nehrozilo spálení olejových náplní ložisek. Při denním obratu 200 vozů bylo rozmrazování velkou komplikací.[chybí lepší zdroj]
Areál Aglomerace Vítkovických železáren tvořily desítky seřaďovacích kolejí, hranatá budova spékárny, 120metrové haly rozmrazovny a podlouhlé hromady rudy.
Provozy aglomerací bývaly součástí hutních areálů, a tak veřejnost jejich existenci spíš tušila. Naopak Aglomerace, provoz č. 150 Vítkovických železáren, byla umístěna ve městě přímo pod frekventovanou ulicí Rudná. Mimořádně vysoká prašnost tohoto nejprašnějšího provozu Vítkovických železáren byla předmětem kritiky veřejnosti. Ročně se na široké okolí sneslo 6 až 7 tisíc tun jemného prachu.[zdroj?]

## Strakáč
Dominantní stavbou byl 101 m vysoký komín. Díky velkým červeným a bílým čtvercům sestaveným do šachovnice získal lidové označení Strakáč. Šlo o nejmohutnější cihlový komín v Česku. Základna měřila 15 m, v koruně měl 9 m, tloušťka stěny 2 m a vážil okolo 10 000 t.[chybí lepší zdroj] Po skončení výroby, v červenci roku 1998, přestal komín chrlit červený prach a stal se oblíbenou dominantou Ostravy. Odstavením Aglomerace vznikl brownfield, který byl vhodný pro výstavbu hal lehkého průmyslu. Strakáč stál v cestě, navíc obsahoval jedy (olovo, polychlorované bifenyly, arsen a další karcinogenní látky). Za záchranu komína bojovali občanští aktivisté. Bohužel se nenašly peníze na jeho sanaci a komín šel 3. srpna 2019 k zemi.

## Zajímavosti
- Z odstaveného Strakáče začal vycházet kouř. Příčinou byli sběrači kovů, kteří opalovali kabely.[2][chybí lepší zdroj]
- Šedá ekonomika socialistického podniku generovala tzv. vadné zrno koksu. Šlo o frakci mletého koksu, která nebyla vhodná do aglomerační směsi, ale byl o ní zájem mezi lidmi. Tuny koksu se tak staly výhodným artiklem, který byl směňován za nedostatkové zboží a služby.[2][chybí lepší zdroj]